# Filipponus holdgati
Filipponus holdgati är en mångfotingart som beskrevs av Chamberlin 1962. Filipponus holdgati ingår i släktet Filipponus och familjen storjordkrypare. Inga underarter finns listade i Catalogue of Life.